# Зајгонци
Зајгонци (енгл. Zygons) су ванземаљска раса у дуготрајној британској научнофантастичној телевизијској серији Доктор Ху. Зајгонци имају способност промене облика, што им омогућава да преузму изглед другог бића. Ограничени малом величином своје силе, они се ослањају на промену облика и своје органске свемирске летелице да би сакрили свој број и преузели власт на Земљи. Зајгонце је осмислио сценариста Роберт Стјуарт Бенкс, а дизајнирао их је Џејмс Ејчсон као у сарадњи са Џоном Фридландером. На њихов коначни изглед утицао је и редитељ Даглас Камфилд. Дизајнирани су тако да личе на „превелике ембрионе”.

## Појављивање

### Телевизија
Зјгонци су се први пут појавили у серијалу Терор Зајгонаца из 1975. године у ком су планирали да освоје Земљу након уништења матичног света. Једна од њихових свемирских летелица, којом је командовао војсковођа Бротон, срушила се у Лох Нес у антици. Зајгонци су користили Скарасена (створење које им даје млеко за опстанак и које је код људи постало познато као чудовиште из Лох Неса) да нападну енергетски скуп у Лондону. План је осујећен, а Бротон и његова посада су побијени због интервенције Четвртог Доктора и Обавештајне јединице Уједињених нација (UNIT-а). Скарасен се повукао у дубине Лох Неса.
Зајгонци се накратко помињу (али нису виђени) у епизоди Једанаестог Доктора „Отварање Пандорике“ (2010) као један од многих родова у савезу против Доктора. У епизоди из 2012. године „Моћ троје“, зајгонски брод је сакривен испод хотела "Савој" где Доктор води Ејми Понд и Рорија Вилијамса на годишњицу њиховог брака. Сви Зајгонци су прерушени у хотелско особље.
Зајгонци су се вратили 2013. у „Дану Доктора“, епизоди поводом 50. годишњице програма. Епизода наговештава да је експлозија звезда (за коју се у серијалу из 1975. каже да је уништила њихов родни свет) била последица Временског рата. Одред је стављен у вештачку кому у елизабетанској Енглеској, планирајући да се пробуди 2013. како би се убацио у Црни архив Лондонског торња прерушен у чланове UNIT-а. Шема је осујећена интервенцијом Десетог, Једанаестог и Ратног Доктора. Када су UNIT преплавили Зајгонци двојници, Кејт Летбриџ-Стјуарт прети да ће детонирати нуклеарни уређај како би спречила Зајгонце да приступе складишту ванземаљске технологије UNIT-а. Доктори успешно преговарају о примирју између две врсте.
Последице овог споразума су истражене у деветом серијалу у дводелној епизоди „Најезда Зајгонаца (1. део)“ / „Повлачење Зајгонаца (2. део)“ (2015). Зајгонцима је било дозвољено да се врате кући на Земљу под условом да се маскирају у људе и живе анонимно. У међувремену су развили способност да задрже личност особе након смрти праве особе и промене облик у некога на основу телепатског скенирања оближњег бића. Иако су старија поколења Зајгонаца била посвећена интеграцији са људским заједницама, млађа су негодовала што су била присиљена да живе као људи и брзо су се радикализовали. Радикали и UNIT поново улазе у ћорсокак у Лондонском торњу, обе спремне хоће да униште једни друге, али Дванаести Доктор даје страствену молбу и убеђује радикалног вођу Зајгонаца да разуме трајни мир за који је уговор написан да би се сачували.

### Штампа
Терор Зајгонаца је издала "Мета" 1976. године, а написао је Теренс Дикс под насловом Доктор Ху и чудовиште из Лох Неса. Књига је даље разлагала концепт Зајгонског „убода“, отровних бодљи које вире из њихових руку, што објашњава зашто су, у телевизијској епизоди, Зајгонци могли да наносе бол другим бићима само додиром. (Изворни сценарио снимања за епизоду такође је укључивао помињање убода, али приказ концепта на екрану није успео да то јасно разјасни публици.)
Комична прича "Небеска смена-7" коју је написао Алан Мекензи (под псеудонимом "Максвел Стокбриџ") и коју је илустровао Мик Остин, приказује екипу UNIT-а која се сусреће са једним Зајгонцем у удаљеној бази. Први пут је објављен, у два дела, у Месечнику Доктор Ху #58 и Зимским специјалом Доктора Хуа 1981.
Осми Доктор се сусрео са Зајгонцима у огранак роману Крадљивци тела Марка Мориса који је такође назвао сада уништени родни свет Зајгонаца као Зајгор. Роман је такође открио да је Зајгор уништен због напада ванземаљског рода пауколиких зглавкара из Тау Цетија Ксаранти. Доктор, његов пратилац Сем Џонс и стари познаник Четвртог Доктора професор Лајтфут су успели да зауставе Зајгонце тровањем млека (иако је Доктор намеравао да их само дрогира, али је погрешно израчунао количину), док је Доктор пребацивао преживеле на другу планету.
Зајгонци се појављују у роману Жaока Зајгонаца Стивена Кола са Десетим Доктором и Мартом Џоунс чија је радња смештена у Лејк дистрикт 1909. План да се организује краљевска сахрана где би Зајгонци могли заменити владаре разних народа је спречена интервенцијом Доктора као и грађанским ратом Зајгонаца када је један од њихова два Скарасена убијен.

### Аудио драме
Зајгонци су представљени у три аудио драме у продукцији ББВ-а Домовина Пола Диринга, Прочишћење (не треба мешати са драмом "Big Finisha"-а Прочишћење) Пола Ебса и Зглавкарска беба Ентонија Кича.
Они су дебитовали у Великој завршници у аудио Пустоловинама Осмог Доктора Пад Зајгонаца на Земљу аутора Пола Магрса и вратили се у Смрти у Блекпулу Алана Барнса.
Зајгонци се такође појављују у Лову на Зајгонце Николаса Бригса, суочавајући се са Четвртим Доктором и Лилом.

## Роба
Зајгонци су били представљени у другом промотивном комплету Weetabix-а и били су картица број 9 у комплету картица за чај Типфу. Харлекин минијатуре су произвеле две фигуре од 28 мм, а Фине уметнине су произвеле две фигурице Зајгонаца величине 80 мм и 40 мм. У октобру 2016. године игрице "Господар рата" су објавиле најновије варијанте на екрану у 28 мм.
Године 2008. Могућност лика је објавио фигуру Зајгонца у првом таласу своје класичне Доктор Ху линије играчака.
Дана 26. јуна 2014. Зајгонац који је представљен у „Дану Доктора“ је пуштен у продају као део текуће збирке фигурица Доктора Хуа из Иглмоса. Зајгонац је 23. у редовној линији издања.

## Зајгонци (Продукција "ББВ")
Зајгонци је огранак драма продукције "ББВ" у којој се појављују Зајгонци. Ране нацрте је написао Ленс Паркин, а касније Џонатан Блум, иако су оба аутора уклонила своја имена из коначне варијанте (која је поново у великој мери преписана). На крају је објављен 2008. као Зајгонци: Када ти сам ниси довољан (са обавештењем да није за млађе од 18 година због сцена за одрасле), након раздобља постпродукције од око 5 година.

## Пријем
Сајмон Бру, који је писао за Штребер, позитивно је одговорио на употребу њихових способности мењања облика у „Најезди Зајгонаца“, док је такође похвалио њихову израду, истичући да Зајгонци „...остају потпуно непријатни непријатељи Доктора Хуа. Моја деца су била потпуно најежена и не могу а да не помислим да је то мешавина сјајне израде као и начина говора и режања који не може а да се не увуче под кожу“. Марк Брекстон, пишући у рецензији Терора Зајгонаца за Радио време, похвалио је израду Зајгонаца, наводећи да је „Као што су замислили Џејмс Ејчсон и Џон Фридлендер, Зајгонци су изузетно ужасни“. Књижевни критичар Џон Кенет Мјур такође је похвалио израду Зајгонаца у својој рецензији Терора Зајгонаца, наводећи костиме Зајгонаца као „...невероватне за посматрање“, даље наводећи да су „јако занимљиви и делотворни као ванземаљска израда“. Пишући у рецензији „Најезде Зајгонаца“ за АВ клуб, Аласдер Вилкинс је похвалио улогу Зајгонаца у овој епизоди, наводећи да су „мотивације Зајгонаца овде, не случајно, много нијансиранији од оних у њихова два претходна појављивања... зајгонски радикали овде имају конкретније, боље повезане циљеве, јер захтевају право да живе отворено, да не морају да поричу сопствени идентитет“.
Глумац Десетог и Четрнаестог Доктора Дејвид Тенант изјавио је да су му они омиљени негативци у серији. Нова врста паразитских оса, први пут описана 2019. године, названа је Зајгонци рожњаче у односу на обичне Зајгонце.